# ハロルド・ロウ

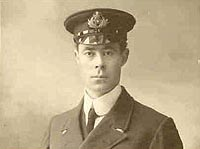
ハロルド・ロウ

ハロルド・ゴッドフリー・ロウ（英: Harold Godfrey Lowe, 1882年11月21日 - 1944年5月12日）は、イギリスの航海士、海軍軍人。客船タイタニック号の五等航海士であり、同船の沈没事故から生還した。

## 経歴
ウェールズ・コンウィ・スランロス出身。リヴァプールの実業家のもとで見習いとして働いていたが、「ただ働きはまっぴら」と言って、そこを飛び出し、14歳の時から縦帆式帆船でキャビンボーイとして働くようになった。その後横帆艤装の船に移り、西アフリカ航路で働いた。1906年には二等航海士資格 (second mate's certificate)、1908年には一等航海士資格 (first mate's certificate) を得る。
1911年にホワイト・スター・ラインに入社し、船長資格 (Master's certificate) を取得した。同社のベルジック号 (Belgic) とトロピック号 (Tropic) に三等航海士として勤務した。
1912年4月10日から処女航海に出たタイタニック号に五等航海士として乗船した。4月14日午後11時40分頃、タイタニックが氷山に衝突した時には寝ており、4月15日に入った午前0時45分頃に騒々しい物音で目を覚ますまで事態に気が付かなかった（彼は何故か他の乗組員から存在を忘れられており、誰も起こしに来なかった）。目を覚ますとすぐに異常に気付いて右舷ボートデッキに出て5号ボートを降ろす作業を手伝った。
午前1時30分頃に13号ボートを降ろされるのを見届けると、左舷側の14号ボートと16号ボートのところへ行き、六等航海士ジェームズ・ポール・ムーディに「今送り出した5艘には航海士が1人も乗っていない。だからこの2艘のどちらかには乗せなきゃ」と告げたが、ムーディは「お先にどうぞ。私は別のボートに乗ります」と答えたため、ロウは14号ボートに乗客たちを乗せた後、自らも14号ボートの船尾に乗ってタイタニックを脱出した。
14号ボートをタイタニックから離れさせた後、ロウは海に落ちた人々の救出のために戻ることを決意した。10号ボート、12号ボート、折り畳み式D号ボートを集結させると船首と船尾を結ばせ、縦1列にして14号ボートの乗客を他のボートに移した。この作業に小一時間ほど費やした後、ようやく14号ボートは沈没現場へ向かいはじめた。
ロウは叫び声が「まばら」になるのを待ってから向かうことを考えていたというが、氷点下の海中に落ちた人間は極めて短時間で凍死することを彼は知らなかった。14号ボートが戻ってきた時にはほとんどの人はすでに息絶えていた。結局、救出できたのは客室係ジョン・ステュアート (John Stewart) と、木のドアの上に乗って流れてきた東洋人だけだった。その後、午前7時少し前に14号ボートはカルパチア号に救出された。
事故後、1913年9月にエレン・マリオン・ホワイトハウス (Ellen Marion Whitehouse) と結婚。第一次世界大戦の勃発で王立海軍の予備役将校となる。戦後は海に戻ることなく、北ウェールズで暮らし、1944年5月12日に死去した。

## 人物・逸話

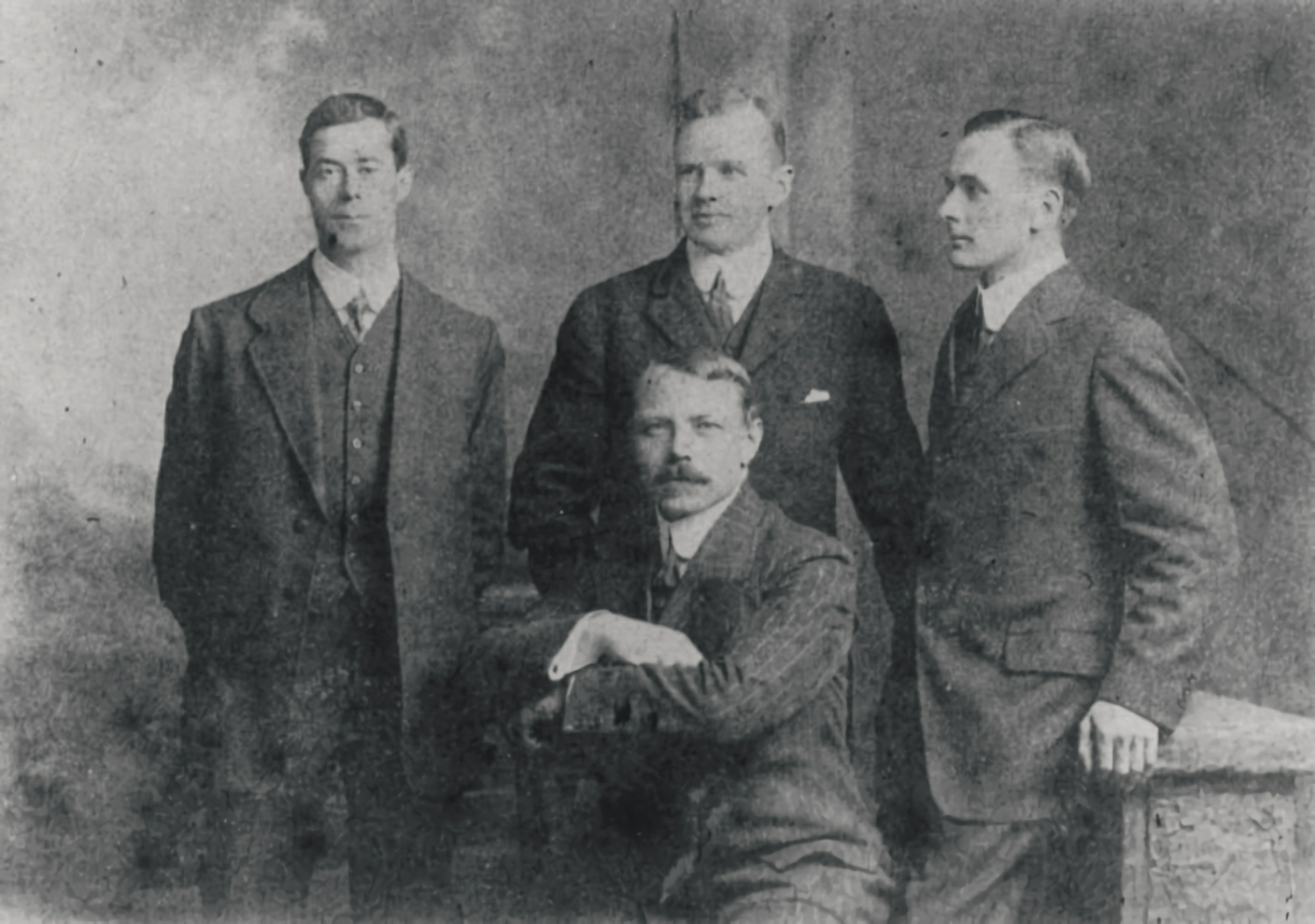
生還したタイタニック航海士4名の記念写真。後ろ左からロウ、ライトラー、ボックスホール。座っている人物はピットマン

- 船長命令による「女性優先（ウィメン・アンド・チルドレン・ファースト）」を徹底した船員だった。14号ボートへの避難誘導をしている際、少年の域を出たばかりの若い男が14号ボートに紛れ込んで女性客の座席の下に隠れようとしたのを発見したロウは、拳銃を引き抜くと船に戻るよう命じた。その青年は泣きながら「たいした場所をとらないから見逃してくれ」と訴えたが、ロウはその顔に銃を突きつけ「10数えるうちに降りろ。さもないと脳みそを吹き飛ばすぞ」と脅した。青年はなおも泣きながら訴えたが、ロウが「おい、男らしくしろ。女子供を助けなければならないんだ」と叱りつけると、男はようやく諦めてボートを降りた。しかしこの騒動に気を取られたロウは、三等船室乗客ダニエル・バックリー（英語版）が女物のショールをかぶって14号ボートに乗り込むのを見逃すことになった[11]。海中に落ちた人々の救出に戻るため乗客を別のボートへ移している時にそれに気づいたロウは、ショールをはぎ取った。バックリーの顔を見たロウは何も言わなかったが、バックリーを別ボートへ突き飛ばしている[6]。
- 14号ボートに無理やり乗ろうとする一団（ロウによれば「イタ公」）が迫ってきた時には、銃を船腹沿いに向けて乱射して一団を後退させた[12]。
- 気性の荒い船乗り気質の男であり、しばしば罵詈雑言を浴びせた。ボートを返すため、乗客を別のボートに乗せようとした際、女性乗客デイジー・ミナハンがボートからボートの間へ跳び移ることをためらっているのを見て「跳べ、馬鹿野郎。跳ぶんだ!」と怒鳴りつけている[6]。
- 白人至上主義者であり、「非白人は危険で目障りな動物のような連中」と常々語っていた[13]。14号ボートに非白人が近寄ってきた際には、問答無用で銃を抜いた[13]。またボートを戻した際、ロウは木のドアの上に乗って生存していた中国人男性を発見したが、それが非白人であることに気付くと「どうやら死んでいるらしい。そうでなかったとしても、ジャップより救助する価値のある人々が他にいるだろ」と言って見捨てようとした（オールを漕いでいた女性に説得され、結局救出している）[14]。ただし人種差別はロウに特有なものだったわけではなく、当時の白人社会における普遍的な考え方だった[15]。